# Ячмень короткоостистый
Ячме́нь короткоости́стый, или Ячмень короткоо́стый, или Крите́зион короткоостистый, или Ячмень то́щий (лат. Hordeum brevisubulatum) — вид травянистых растений рода Ячмень (Hordeum) семейства Злаки (Poaceae). Третичный генетический родственник культурного ячменя. Впервые описан Карлом Бернгардом Триниусом в качестве разновидности Hordeum secalinum var. brevisubulatum Trin.basionym; в ранг отдельного вида переведён немецким ботаником Генрихом Фридрихом Линком в 1844 году.

## Распространение и среда обитания
Распространён от Восточной Европы до Монголии и Гималаев.
Произрастает на солонцах и солонцеватых лугах.

## Ботаническое описание
Многолетнее травянистое растение. Гемикриптофит.
Стебель высотой 15—100 см, прямостоячий или коленчатый. Листья линейные или ланцетные, голые.
Соцветие кистевидное, состоит из одноцветковых ланцетовидных колосков. Плод — зерновка жёлтого цвета, опушённый в верхней части. Цветёт в июне и июле.

## Значение и применение
По наблюдениям в Кабардино-Балкарии поедается западнокавказским туром (Capra caucasica).

## Природоохранная ситуация
Ячмень короткоостистый занесён в Красную книгу Саратовской области России, где растение считается редким. Основная угроза популяции из Саратовской области заключается в хозяйственной деятельности человека (сенокошение, выпас скота).

## Синонимы
В синонимику вида входят названия:
- Critesion brevisubulatum (Trin.) Á.Löve
- Critesion brevisubulatum subsp. nevskianum (Bowden) Á.Löve
- Critesion brevisubulatum subsp. turkestanicum (Nevski) Á.Löve
- Critesion iranicum (Bothmer) Á.Löve
- Critesion nevskianum (Bowden) Tzvelev
- Critesion turkestanicum (Nevski) Tzvelev
- Critesion violaceum (Boiss. & Hohen.) Á.Löve
- Hordeum brevisubulatum var. hirtellum Z.S. Qin & S.D. Zhao
- Hordeum brevisubulatum subsp. iranicum Bothmer
- Hordeum brevisubulatum subsp. nevskianum (Bowden) Tzvelev
- Hordeum brevisubulatum var. nevskianum (Bowden) Tzvelev
- Hordeum brevisubulatum var. puberulum (Krylov) Melderis
- Hordeum brevisubulatum subsp. turkestanicum (Nevski) Tzvelev
- Hordeum brevisubulatum var. turkestanicum (Nevski) P.C. Kuo
- Hordeum brevisubulatum subsp. violaceum (Boiss. & Huet) Tzvelev
- Hordeum iranicum (Bothmer) Tzvelev
- Hordeum macilentum Steud.
- Hordeum nevskianum Bowden
- Hordeum secalinum subsp. brevisubulatum (Trin.) Krylov
- Hordeum secalinum var. brevisubulatum Trin.basionym
- Hordeum secalinum f. puberulum Krylov
- Hordeum turkestanicum Nevski
- Hordeum turkestanicum var. iranicum (Bothmer) C.Yen & J.L. Yang
- Hordeum violaceum Boiss. & Hohen.